# Pycnoporus sanguineus
Pycnoporus sanguineus är en svampart som först beskrevs av L., och fick sitt nu gällande namn av William Alphonso Murrill 1904. Pycnoporus sanguineus ingår i släktet Pycnoporus och familjen Polyporaceae.   Inga underarter finns listade i Catalogue of Life.

## Bildgalleri

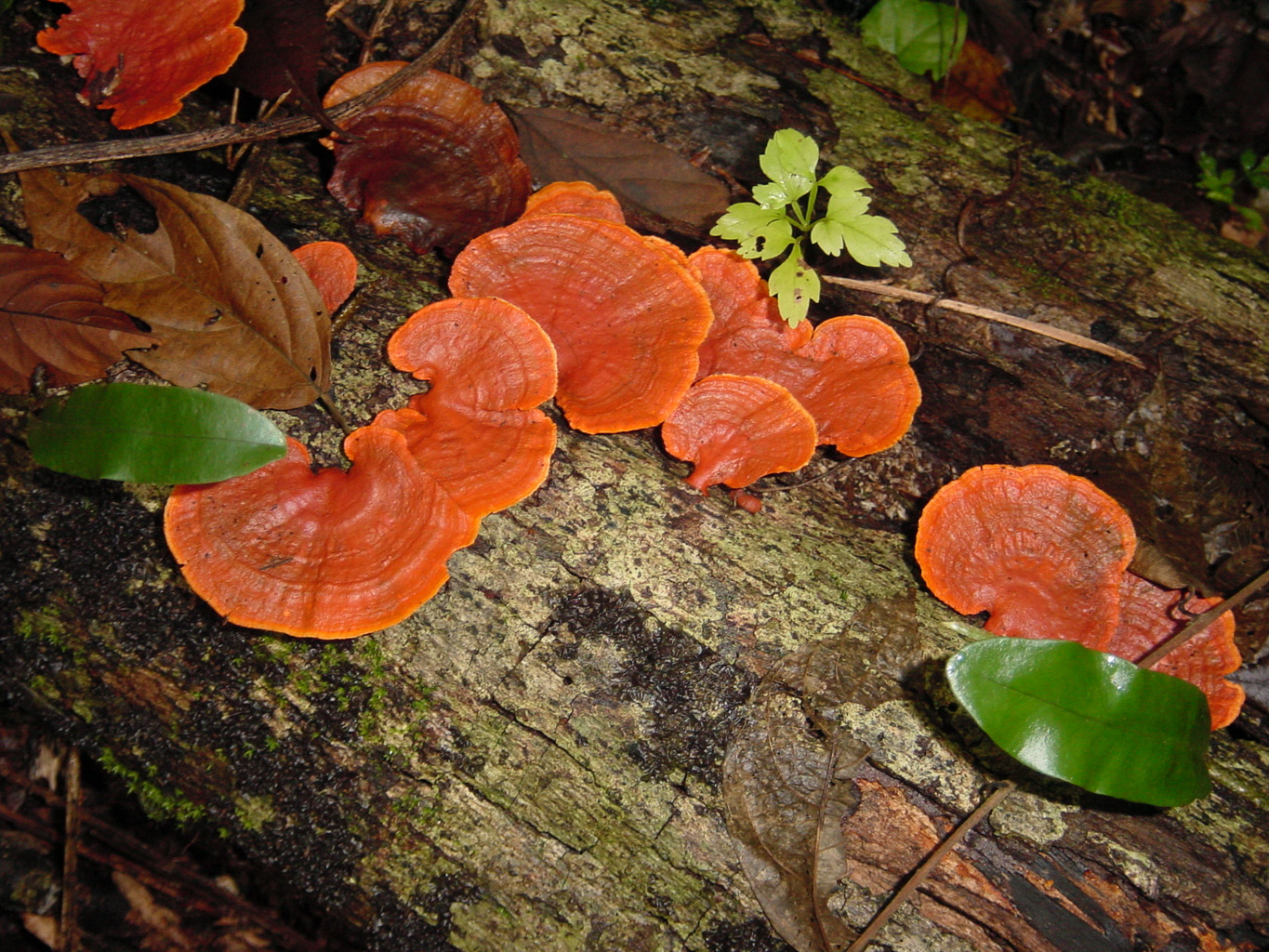